# Иов, Николай Александрович
Никола́й Алекса́ндрович Ио́в (2 сентября 1990 года, Дубоссары, Приднестровская Молдавская Республика) — приднестровский спортсмен, пауэрлифтер, музыкант, автор и рэп исполнитель,  выступающий на международной спортивной арене в составе сборной команды России. Пятикратный чемпион мира (юниор), восьмикратный чемпион Европы (юниор), пятикратный чемпион Евразии (мужчины, юниоры), четырёхкратный чемпион США (юниор), двукратный чемпион International Open NAPR/RPS — 2013 среди юниоров, обладатель 27 рекордов мира и Европы, мастер спорта международного класса по пауэрлифтингу, силовому троеборью и жиму штанги (ПМР).

## Биография
Николай Иов родился 2 сентября 1990 года, в день провозглашения Приднестровской Молдавской Советской Социалистической Республики, в городе Дубоссары Приднестровья в семье спортсменов. Дошкольное образование начиная с двухлетнего возраста получил в детском садике «Золотой ключик» г. Дубоссары. С 1997 года поступил, обучался и успешно окончил в 2008 году Дубоссарскую русскую среднюю общеобразовательную школу № 2, с вручением аттестата о полном среднем образовании, В 2008 году при положительной сдаче вступительных экзаменов и квалификационных требований по спортивным дисциплинам поступил и был зачислен студентом дневного обучения (стационар) в высшее учебное заведение Приднестровья на бюджетной основе, а в 2013 году спортсмен окончил с отличием на красный диплом факультет физической культуры и спорта Приднестровского государственного университета им. Т. Г. Шевченко.

### Семья
Отец — Александр Петрович Иов, мастер спорта СССР по гребле на байдарках и каноэ с 1982 года, двукратный призёр юношеского чемпионата СССР в классе лодок байдарка-четвёрка (К-4) на дистанции 500 и 1000 метров (К-4 500 м, К-4 1000 м), срочную службу проходил в спортивной роте, входил в состав сборной УССР по гребле на байдарках и каноэ, являлся кандидатом на участие в XXV летних Олимпийских играх 1992 года в составе байдарки-четвёрки на дистанциях 500 и 1000 метров (К-4 500 м, К-4 1000 м) неоднократный чемпион Молдавии и Украины на дистанциях в классе лодок: мужская эстафета байдарка-одиночка четыре по 500 метров (К-1 4×500 м), а также в классе байдарка-двойка на дистанции 500 и 1000 метров (К-2 500 м, К-2 1000 м) и в классе байдарок-четверок на дистанции 500 и 1000 метров (К-4 500 м, К-4 1000 м), лауреат Государственного конкурса «Человек года — 2008» в общественной деятельности, атаман Дубоссарского казачьего округа Черноморского казачьего войска (ДКО ЧКВ) ПМР, руководитель и создатель военно-патриотического спортивного клуба (ВПСК) — «Казачий» Дубоссары, на базе которого и начал тренироваться Николай Иов.
Мать — Зинаида Сергеевна Иов, двукратная чемпионка мира Global Powerlifting Alliance (GPA) в дивизионе M-1, обладательница рекорда мира Global Powerlifting Federation (GPF) в дивизионе M-1, тренер-преподаватель ДЮСШ № 2, с 2013 года является действующей двукратной чемпионкой мира среди женщин (любительский безэкипировочный дивизион M-1) в весовой категории до 56 кг по всемирной международной версии GPA/GPF, персональный тренер национальной паралимпийской сборной (тяжёлая атлетика среди параспортсменов).
У Николая три брата: Александр — обладатель рекорда всемирной книги Гиннесса по отжиманию из положения рук в упоре лежа: 1111 раз за 38 минут в 2005 году, Иван и Игорь.

### Карьера

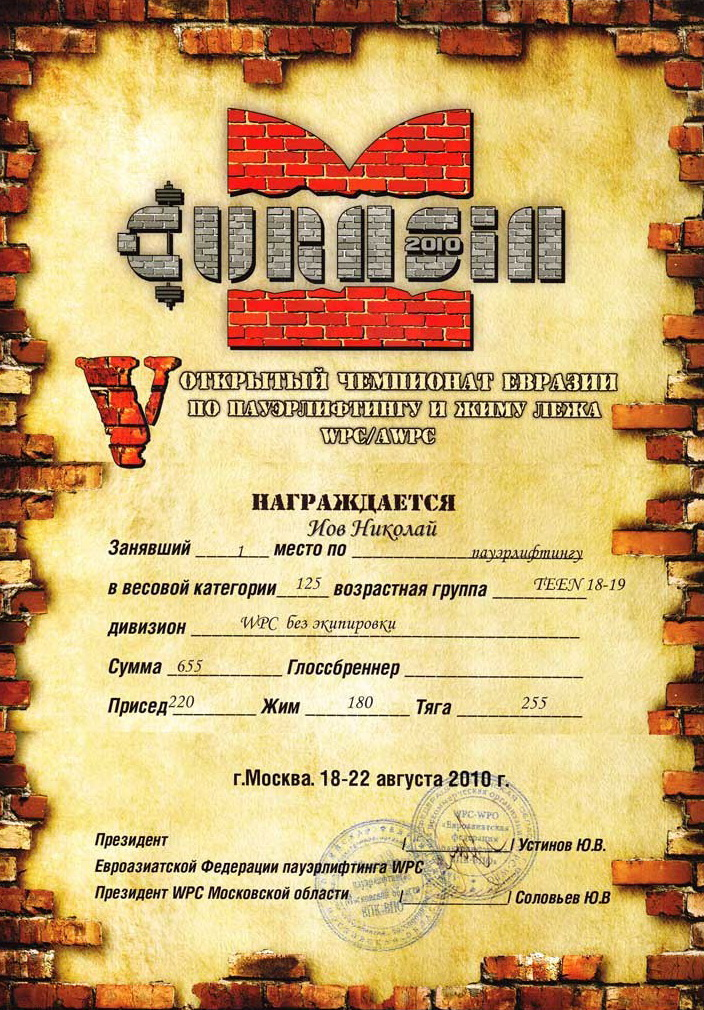
Диплом победителя V — го чемпионата Евразии (WPC), World Powerlifting Congress 1 PLACE среди юношей 18—19 лет категория до 125 кг (Москва 2010)

В 2007 году Николай вместе с отцом выступили на передаче «Минута славы» — 1-й сезон. Премьера выступления Николая Иов с экстремальным силовым номером состоялась 7 апреля 2007 года на Первом канале РГТРК «Останкино».
В 2008 году выступил в передаче Владимира Турчинского «Наши рекорды» на телевизионном канале «РЕН ТВ», где за 2 минуты 35 секунд силой своих лёгких сумел надуть до полного разрыва 11 (одиннадцать) двухлитровых медицинских резиновых грелок, поставив мировой рекорд в силовом экстриме.
В декабре 2009 года выступил на Открытом чемпионате Приднестровья по пауэрлифтингу «Кубок Днестра» по международным версиям World Powerlifting Congress / World Powerlifting Organization (WPC/WPO) в г. Бендеры (Приднестровье), завоевал золотую медаль и титул чемпиона Приднестровья среди юношей (безэкипировочный дивизион — RAW тинэйджеры).
В мае 2010 года на чемпионате Европы Global Powerlifting Alliance (GPA) EUROLIFTING в Москве завоевал звание и титул чемпиона Европы (юниор) в безэкипировочном дивизионе (RAW) по пауэрлифтингу, жиму лёжа и становой тяге, завоевал золотую медаль по сумме дисциплин силового троеборья и вторую медаль высшей пробы в отдельном упражнении «жим штанги».
В августе этого же года на юбилейном V-м Открытом чемпионате Евразии World Powerlifting Congress (WPC) в Москве завоевал звание и титул двукратного чемпиона Евразии (юниор) в безэкипировочном дивизионе (RAW) по сумме силового троеборья (приседание, жим штанги, становая тяга), завоевал золотую медаль по сумме трёх дисциплин пауэрлифтинга и вторую медаль высшей пробы в отдельном упражнении жим штанги.

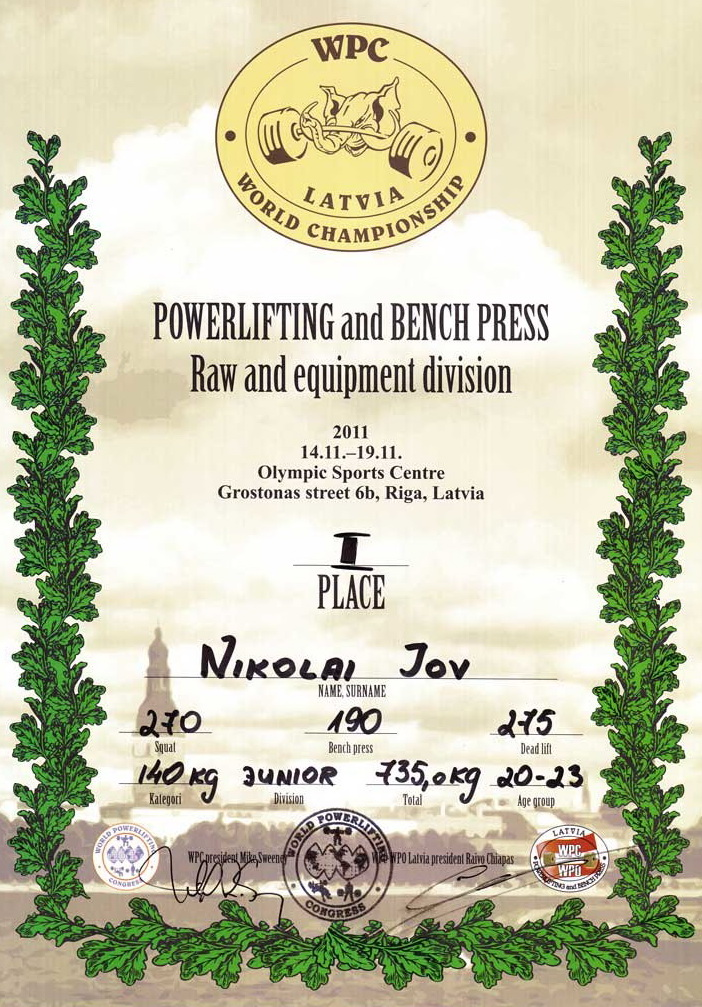
Диплом победителя XXX — го чемпионата мира (WPC) World powerlifting and bench press (RAW division) 1 PLACE World Powerlifting Congress (Latvia 2011)

В октябре 2010 года на Объединённом Кубке Европы и Азии (GPF/GPA) в Николаеве завоевал золотую медаль по жиму штанги и медаль высшей пробы по сумме силового троеборья (в приседании со штангой, жиме штанги лёжа и становой тяге штанги) в дивизионе RAW FULL POWER (без экипировки) в категории юниоров до 125 кг.
В мае 2011 года на чемпионате Европы International Powerlifting Association (IPA) / European Powerlifting Federation (EPF) в Сочи отстоял звание и титул чемпиона Европы (юниор) в безэкипировочном дивизионе (RAW) по пауэрлифтингу, жиму лёжа и становой тяге, завоевал золотую медаль по сумме дисциплин силового троеборья и вторую медаль высшей пробы в отдельном упражнении «жим штанги».
В ноябре 2011 года на XXX-м чемпионате мира World Powerlifting Congress (WPC) в Риге завоевал звание и титул чемпиона мира (юниор) в безэкипировочном дивизионе пауэрлифтинга (RAW), завоевал золотую медаль по сумме дисциплин силового троеборья (приседание, жим штанги, становая тяга).
В апреле 2012 года на чемпионате Европы WPC (World Powerlifting Congress) в Ростове-на-Дону отстоял звание и титул шестикратного чемпиона Европы (юниор) в безэкипировочном дивизионе (RAW) по пауэрлифтингу, жиму лёжа и становой тяге, завоевал золотую медаль по сумме дисциплин силового троеборья и вторую медаль высшей пробы в отдельном упражнении «жим штанги».
В октябре 2012 года стал двукратным чемпионом Соединённых Штатов Америки (юниор) в безэкипировочном дивизионе (RAW), в Атланте, штат Джорджия.
В ноябре 2012 года отстоял звание и титул трёхкратного чемпиона мира (юниор) в дивизионе RAW (безэкипировочный) в Лас-Вегасе, штат Невада.
В марте 2013 года приднестровский спортсмен завоевал в Колумбусе, штат Огайо, титул и звание двукратного чемпиона International Open NAPR/RPS — 2013 среди юниоров (20-23).
В международном первенстве International Open NAPR/RPS — 2013, прошедшем на арене XXV — го юбилейного спортивного межконтинентального фестиваля «Arnold Classic Sports Festival — 2013», Николай Иов успешно дебютировал и сумел одержать двойную победу (1-е место по сумме дисциплин силового троеборья и 1-е место в жиме штанги отдельно) в любительском дивизионе RAW (безэкипировочный).
В июне 2013 года на чемпионате Европы по пауэрлифтингу World Powerlifting Congress (WPC) в португальском городе Вила-ду-Конди во второй день европейского первенства по сумме трёх квалификационных упражнений Николай Иов завоевал седьмой титул чемпиона Европы (юниор) в безэкипировочном, любительском дивизионе (RAW).
На этом же чемпионате Европы World Powerlifting Congress в шестой день соревнований, в городе Вила-ду-Конди (Португалия) тяжелоатлет сумел завоевать вторую золотую медаль и подняться во второй раз на высшую ступень европейского пьедестала почёта в безэкипировочном дивизионе RAW (юниор) в отдельной дисциплине силового троеборья (сингл) жим штанги, завоевав восьмой титул и звание чемпиона Европы (юниор) в безэкипировочном дивизионе (RAW).
В октябре 2013 года Николай Иов завоевал звание и титул чемпиона Соединённых Штатов Америки, уже в четвёртый раз подряд став четырёхкратным чемпионом США в мужском безэкипировочном дивизионе (RAW) в весовой категории до 125 килограммов (юниор), в Атланта, штат Джорджия. Выступая на традиционном ежегодном чемпионате Америки по пауэрлифтингу, который состоялся в Атланта, штат Джорджия США от молодёжной сборной Европы, он сумел установить на тяжело-атлетическом помосте семь рекордов Европы, как в отдельных дисциплинах силового троеборья (приседании, жиме и тяге штанги), так и по общей сумме спортивных дисциплин, которые держались «непобитыми» три года подряд с момента их установления начиная с 2010 года.
В декабре 2013 года на чемпионате мира в мужском безэкипировочном дивизионе (RAW), прошедшем в городе Тампере (Финляндия), Николай Иов стал чемпионом, выиграл золотую медаль и отстоял титул чемпиона мира по жиму штанги в категории Юниоры (J), при этом он был единственный участник в своей возрастной и весовой категории. Здесь же во второй день соревнований Николай Иов сумел завоевать вторую медаль высшей пробы по сумме дисциплин силового троеборья (пауэрлифтинг), отстояв звание и титул действующего чемпиона мира среди Юниоров (J), при этом он был единственный участник в своей возрастной и весовой категории. Согласно сообщениям СМИ, он получил официальное приглашение-вызов на совместные российско-американские тренировочные сборы по пауэрлифтингу и жиму штанги, которые было намечено провести в Соединённых Штатах Америки перед чемпионатом мира 2014 года в Сиднее ((Австралия).
В августе 2015 года на лично-командном Чемпионате Евразии по пауэрлифтингу, его отдельным движениям, народному жиму, пауэрспорту, жимовому двоеборью и армлифтингу по версиям федераций GPA/IPO/WAA и "Союз пауэрлифтеров России", прошедшем с 6 по 9 августа в Москве, Николай Иов завоевал титул и звание чемпиона Евразии в категории OPEN мужского безэкипировочного любительского дивизиона (RAW Amateur), при этом в своей весовой и возрастной категории он выступал без наличия соперников..
В декабре 2021 года стало известно, что Николай Иов стал пономарем в дубоссарской церкви Всех Святых

## Государственные награды
- Медаль «За отличие в труде»[74]
- Лауреат Государственной премии «Лучший спортсмен года» — 2010
- Лауреат Государственной премии «Лучший спортсмен года» — 2011 (ПМР)[75][76]